# A. J. Kitt
Alva Ross Kitt (conocido como A. J. Kitt; Rochester, 13 de septiembre de 1968) es un deportista estadounidense que compitió en esquí alpino.
Ganó una medalla de bronce en el Campeonato Mundial de Esquí Alpino de 1993, en la prueba de descenso. 
Después de retirarse de la competición, se convirtió en embajador del centro de esquí Swain Resort en el estado de Nueva York. En 2003 fue admitido en el Salón de la Fama de U.S. Ski & Snowboard.

## Palmarés internacional
| Campeonato Mundial | Campeonato Mundial | Campeonato Mundial | Campeonato Mundial |
| Año                | Lugar              | Medalla            | Prueba             |
| ------------------ | ------------------ | ------------------ | ------------------ |
| 1993               | Morioka (Japón)    | Medalla de bronce  | Descenso           |